# Walter Macken
Walter Macken (* 3. Mai 1915 in Galway; † 22. April 1967 ebenda) war ein irischer Autor und Schauspieler.

## Leben
Macken besuchte die Patrician Brothers School in seiner Geburtsstadt. Als Schauspieler und Theatermanager war er am Taibhdhearc na Gaillimhe, dem gälischen Theater Galways, und am Dubliner Abbey Theatre tätig. Er trat auch am Broadway und als Filmschauspieler auf, u. a. in der Verfilmung seines Stückes Home is the Hero, einem Film der Berlinale 1959 (dt. Titel: Der Goliath von Galway).
Nach dem Erfolg seines Romans Rain on the Wind widmete er sich zunehmend dem Schreiben von Romanen, Erzählungen, Bühnenstücken und Kinderbüchern. Am bekanntesten wurde seine Trilogie historischer Romane, deren Handlungen in prägende Phasen der irischen Geschichte eingebettet sind: Seek the Fair Land (die Cromwellsche Eroberungskampagne im 17. Jahrhundert), The Silent People (die Große Hungersnot im 19. Jahrhundert) und The Scorching Wind (der Irische Unabhängigkeitskrieg im 20. Jahrhundert).
Der Nachlass von Walter Macken mit 170 Mappen befindet sich seit 1977 in der Universitätsbibliothek der Bergischen Universität Wuppertal.

## Werke
- Mungo's Mansion, 1946
- Vacant Possession, 1948
- Quench the Moon, 1948
- I Am Alone, 1949
- Rain on the Wind, 1950 (dt. Frisch weht der Wind, 1952; Hör auf die Stimme der See, 1999)
- The Bogman, 1952 (dt. Cahal, 1996)
- Home Is the Hero, 1953 (dt. Heimkehr des Helden, 1955)
- Sunset on the Window-Panes, 1954 (dt. Wer Augen hat, zu sehen ..., 1963)
- Twilight of a Warrior, 1956
- The Green Hills and Other Stories, 1956
- Sullivan, 1957
- Seek the Fair Land, 1959 (dt. Sie sollen uns nicht haben, 1963)
- The Silent People, 1962 (dt. Irland schweigt, 1965)
- God Made Sunday and Other Stories, 1962 (dt. Gott schuf den Sonntag und andere Erzählungen, 1962)
- The Scorching Wind, 1964
- Island of the Great Yellow Ox, 1966 (dt. Auf der Spur des goldenen Ochsen, 1968)
- Brown Lord of the Mountain, 1967
- The Flight of the Doves, 1968 (dt. Dreißig Minuten Vorsprung, 1969; Finns Entscheidung, 1992)
- The Coll Doll and Other Stories, 1969